# Pentazină
Denumirea de pentazină (sau pentaazabenzen) face referire la un compus organic heterociclici ipotetic cu formula moleculară CHN5. Este un analog al benzenului, în care cinci dintre fragmentele C-H sunt substituite cu câte un atom de azot. Cel mai probabil, este un compus instabil care se descompune în acid cianhidric și azot (N2).